# Kolding Sygehus
Kolding Sygehus, Sygehus Lillebælt (SLB), er et sygehus lige vest for Marielundskoven, nordøst for Koldings centrum.
Der er adgang til sygehuset fra vejen Skovvangen og fra Nordre Ringvej. 
Sygehuset er tegnet af arkitekt Jørgen Bisgaard fra C.F. Møllers Tegnestue, og byggeriet blev indledt på Dyrehavegårds jorde i 1968. Sygehuset åbnede i 1975 samtidig med, at det gamle og nedslidte sygehus i centrum af byen efterhånden blev lukket. Selve flytningen varede frem til 1986.
Der har været sygehus på forskellige lokaliteter i byen siden 1782, både i Hospitalsgade, Helligkorsgade og senest i Sct. Jørgensgade. Den sidstnævnte bygning husede Syddansk Universitet.
I 2003 fusionerede sygehuset til Fredericia og Kolding Sygehuse, og i 2008 blev et omfattende nybyggeri og renovering sat i værk. Det gjorde sygehuset tre gange større end det tidligere var. I løbet af 2008 blev Kolding Sygehus en del af Sygehus Lillebælt (SLB), en sammenslutning af sygehuse, som også indbefatter Middelfart, Vejle og Give Sygehus.
Kolding Sygehus blev udpeget som akutsygehus i Region Syddanmarks nye sygehusstruktur. En sygehusapoteksafdeling af Sygehusapotek Fredericia og Kolding Sygehuse er beliggende på sygehuset.
Kolding Sygehus SLB omfatter en af landets største akutafdelinger, en stor fælles specialiseret intern medicinsk afdeling, kardiologisk afdeling, organkirurgisk afdeling, ortopædkirurgisk afdeling, neurologisk afdeling, gynækologisk og obstetrisk afdeling, pædiatrisk afdeling, radiologisk afdeling og en større intensiv afdeling.
- Hovedindgang
- Indgang fra syd
- Akutafdelingen
- P-hus
- Marielundstrappens 80 trin fører fra Troldhedestien op til Sygehusvej